# Malayagiri
Malayagiri és la muntanya més alta d'Orissa, actualment al districte d'Angul i anteriorment a l'estat tributari de Pal Lohara La seva altura és de 1.207 msnm i domina una magnífica vista sobre tot el territori a l'entorn.